# Патриотическая комедия
«Патриотическая комедия» — российский фильм 1992 года режиссёра Владимира Хотиненко.

## Сюжет
В старом ветхом домике в центре большого города живёт Ильин — типичный русский интеллигент средних лет, сестра которого Зинаида мечтает его женить и подселяет к нему квартиранткой Серафиму. Но не только это нарушает тихую жизнь Ильина, в это время к нему приходят оперуполномоченный милиции Андрей и домовой Пиня. Пиня вляпался в историю с мифическим авторитетом Максом, и теперь помогает Андрею его поймать. Для этого, через дверь в старом шкафу, нужно пройти в таинственное подземелье, ведущее в магическую комнату, из которой можно попасть в любую столицу мира.

## В ролях
- Лариса Гузеева — Зинаида
- Алексей Серебряков — Андрей
- Леонид Окунев — Пиня
- Сергей Маковецкий — Ильин
- Елена Шамраева — Серафима
- Сергей Виноградов — Макс
- Виталий Царегородцев — Степан
- Роман Епуре — Кузьмин, оперативник
- Владимир Лысенков — оперативник
- Вячеслав Воскресенский — оперативник
- Тамара Зимина — подруга Зинаиды
- Владимир Пискунов — экстрасенс

## Критика
«Патриотическая комедия» — очень российская картина. В самом деле, где еще можно найти такого симпатичного домового? Где еще герои, получив фантастическую возможность с помощью волшебного люка прямо с окраины Екатеринбурга попасть не только в Париж, но и в Нью-Йорк, Багдад, Дели, далее — везде, побродят минут 10 и… приходят к философскому осознанию того, что не нужен им берег турецкий и западный свободный мир?
Актеры театрального кудесника Виктюка — Сергей Маковецкий и Сергей Виноградов играют почти классических сказочных антагонистов. Иванушку-дурачка и Кащея Бессмертного. 

Комедийный абсурдизм перемешан в фильме с сюрреалистическим китчем. А криминальный триллер — с фольклором и мифом. Окрошка, на мой взгляд, получилась съедобная…— киновед Александр Фёдоров
Киновед Любовь Аркус отмечала работу кинооператора Евгения Гребнева на этом фильме:

«Патриотическая комедия» выстраивалась как уютное жилище с типовой планировкой, и поскольку фильм был, пожалуй, первой в постперестроечном кино «органической конструкцией» (в жанровом смысле), оператор «укомплектовал» реальность в строгом соответствии с требованиями этой конструкции.

## Режиссёр о фильме
Режиссёр Владимир Хотиненко в мемуарах писал, что это была самая свободная картина в его жизни, с многими импровизациями, и к его сожалению — картину не разгадали:

Мне так жалко, что тогда, в начале 90-х, критика как таковая исчезла. В «Патриотической комедии» есть очень тонкие «ключики». Были и неявные цитаты, подтексты, шифровки. Даже на титрах мы «похулиганили» (а это тоже «ключ» на самом деле).
Так, он указывал, что заглавный титр фильма сделан в стилистике заглавного титра советского киножурнала «Новости дня», на котором изображался земной шар, но в титре фильма, по задумке режиссёра, на глобусе изображена только Россия окружённая водой — и в этом выражение близкой режиссёру идеи, что Россия — это своеобразный Ковчег.

## Фестивали и награды
- 1992 — Кинофестиваль «Киношок» — Пpиз за pежиссуpу (В. Хотиненко)